# Risto Arnaudovski
Risto Arnaudovski (Zagreb, 9 de julio de 1981) es un exjugador de balonmano macedonio-croata que jugaba de lateral izquierdo. Su último equipo fue el Alpla HC Hard. Fue un componente de la selección de balonmano de Macedonia del Norte.

## Palmarés

### RK Zagreb
- Liga de Croacia de balonmano (1): 2006
- Copa de Croacia de balonmano (1): 2006

### Bosna Sarajevo
- Liga de balonmano de Bosnia y Herzegovina (1): 2009
- Copa de balonmano de Bosnia y Herzegovina (1): 2009

### Alpla HC Hard
- Copa de Austria de balonmano (1): 2018
- Supercopa de Austria de balonmano (2): 2018, 2019

## Clubes
| Club                     | País                 | Año         |
| ------------------------ | -------------------- | ----------- |
| RK Dubrava Zagreb        | Croacia              | 2002 - 2004 |
| Livry-Gargan Handball    | Francia              | 2004 - 2005 |
| RK Zagreb                | Croacia              | 2005 - 2006 |
| RK Čakovec               | Croacia              | 2006 - 2009 |
| RK Bosna Sarajevo        | Bosnia y Herzegovina | 2009 - 2011 |
| A1 Bregenz               | Austria              | 2011 - 2012 |
| TuS Nettelstedt-Lübbecke | Alemania             | 2012 - 2013 |
| TG Münden                | Alemania             | 2013 - 2014 |
| HSG Bärnbach-Köflach     | Austria              | 2014 - 2015 |
| SC Ferlach               | Austria              | 2015 - 2017 |
| Alpla HC Hard            | Austria              | 2017 - 2019 |

## Méritos y distinciones
- Máximo goleador de la Liga de Croacia de balonmano: 2004, 2009